# Batalla de los Túneles Gemelos
La Batalla de los Túneles Gemelos (en francés: Bataille de Twin-Tunnels) tuvo lugar durante la guerra de Corea. En el que las fuerzas de la ONU infligieron numerosas bajas al Ejército Popular de Voluntarios (PVA). Los "Túneles Gemelos" se refieren a una serie de túneles ferroviarios a lo largo de la Línea Central en el este de Jije-myeon, provincia de Yangpyeong-gun, Corea del Sur.
Cerca del amanecer del 1 de febrero, los regimientos 375 y 374 atacaron desde el norte y el noreste, respectivamente, y después de la luz del día, el 373 regimiento asaltó el perímetro desde el noroeste y el suroeste. En duros combates cuerpo a cuerpo que duraron todo el día, los batallones defensores, que dependían en gran medida del fuego de artillería y de más de ochenta ataques aéreos, finalmente obligaron al PVA a retirarse. Las fuerzas de Freeman contaron 1.300 cuerpos enemigos fuera de su perímetro y estimaron las bajas totales de PVA en 3.600. Sus propias pérdidas fueron 45 muertos, 207 heridos y 4 desaparecidos.